# Президентская кампания Владислава Даванкова
Президентская кампания Владислава Андреевича Даванкова на выборах 2024 года началась 24 декабря 2023 года, по итогам съезда партии «Новые люди».

## Выдвижение
До выдвижения Даванкова, в конце 2022 года ходили слухи о возможном выдвижении партией «Новые люди» бывшего министра финансов Алексея Кудрина кандидатом в президенты в 2024 году; возможности выдвижения Кудрина на пост президента не исключал лидер партии Алексей Нечаев.
В начале декабря 2023 года пресс-служба «Новых людей» сообщила, что партия рассматривает трёх кандидатов на выдвижение в президенты — лидера партии Алексея Нечаева, заместителя председателя Госдумы Владислава Даванкова, депутата Госдумы и бывшего мэра Якутска Сардану Авксентьеву. Сам Даванков публично не заявлял о своём участии в выборах, поэтому до съезда партии имя кандидата не было известно. Ранее, в сентябре 2023 года Даванков баллотировался на пост мэра Москвы — по итогам выборов он занял 4-е место, набрав 5,3 % голосов.
24 декабря 2023 года, на съезде партии «Новые люди» Владислав Даванков был официально выдвинут кандидатом в президенты; за его кандидатуру проголосовали все 67 делегатов. В день выдвижения также было объявлено, что Сардана Авксентьева возглавит штаб общественной поддержки Даванкова.
Выдвижение Даванкова в президенты было также поддержано на съезде «Партии Роста», состоявшимся в тот же день. В частности, лидеры партий Алексей Нечаев и Борис Титов подписали юридическое соглашение об объединении двух партий.

## Ход кампании

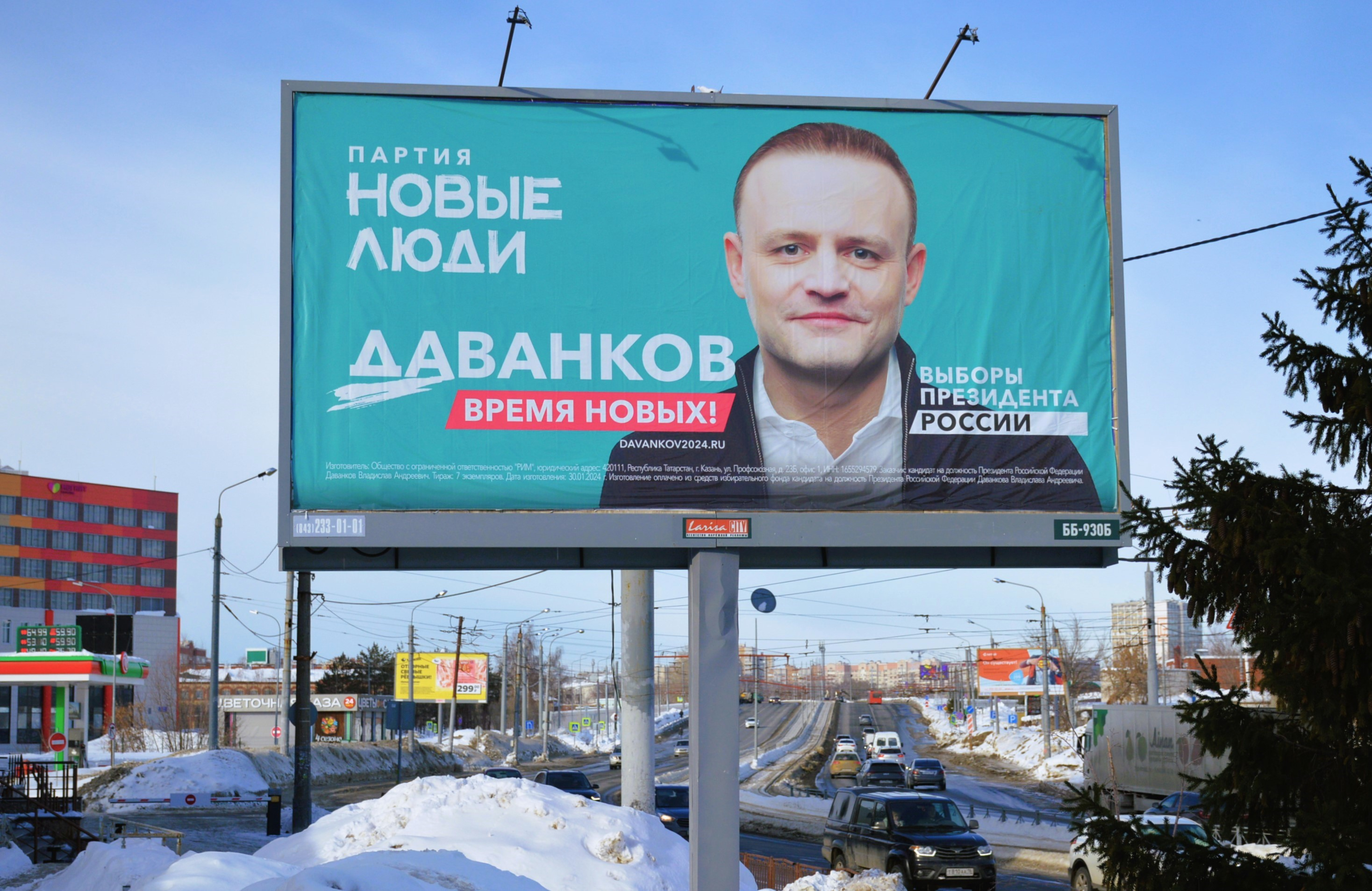
Предвыборная агитация Владислава Даванкова на билборде в Казани

29 декабря 2023 года Владислав Даванков начал предвыборную кампанию с посещения Смоленска, где провёл встречу с предпринимателями.
17 января 2024 года открылись штабы общественной поддержки Владислава Даванкова в Москве, Санкт-Петербурге, Ростове-на-Дону и Томске. Штаб в Москве возглавила заместитель руководителя фракции «Новые люди» в Государственной думе Сардана Авксентьева. В выступлении перед журналистами Владислав Даванков сообщил, что представит свою предвыборную программу 30 января. Первыми доверенными лицами кандидата стали правозащитник Александр Хуруджи, актёр Алексей Гаврилов и баскетболистка Катерина Кейру.
В январе 2024 Даванков поставил подписи в поддержку кандидатов-самовыдвиженцев — Бориса Надеждина, Рады Русских и Анатолия Баташева. Политик объяснил свои действия необходимостью политической конкуренции в России.
30 января 2024 года ЦИК опубликовал информацию о доходах кандидатов, согласно которой Даванков в период с 2017 по 2023 год заработал 76,91 млн руб.
2 февраля 2024 года представил своих доверенных лиц и вручил им удостоверения. Среди них глава федерации по прыжкам в воду Станислав Дружинин, член совета директоров Фонда развития интернет-инициатив Алексей Иванченко и галерист Юрий Омельченко.
10 февраля 2024 года Владислав Даванков заявил, что представит свою предвыборную программу на следующей неделе. Задержка связана с желанием добавить положения, подготовленные политиками, не прошедшими регистрацию в качестве кандидатов на президентские выборы, в частности, Анатолия Баташева и Бориса Надеждина.
10 февраля 2024 года ВЦИОМ опубликовал первый электоральный рейтинг кандидатов в президенты России. Согласно опросу, Владислав Даванков находится на втором месте с 5 % голосов.
13 марта 2024 года пресс-служба партии «Новые люди» сообщила, что ситуационный центр партии по наблюдению за выборами начнет работу 14 марта и будет действовать на базе штаба общественной поддержки кандидата.
За время своей предвыборной кампании Владислав Даванков совершил 23 поездки в регионы.
14 марта 2024 года источник РБК заявил, что Владислав Даванков проявил наибольшую активность по количеству размещений на телевидении среди всех кандидатов.

## Программа и взгляды
Сразу после своего выдвижения Даванков выступил с речью, в которой заявил, что основой его президентской программы станет расширение гражданских и деловых свобод и борьба с новыми запретами и ограничениями. В рамках кампании Даванков заявил о намерении посетить 30 городов России, чтобы пообщаться с горожанами и представить им своё видение того, какой должна быть Россия будущего. Даванков также заявил, что не будет критиковать своих политических оппонентов на выборах, так как критика «осталась в каких-то других временах».
15 февраля 2024 года Владислав Даванков представил свою предвыборную программу, состоящую из 36 направлений:
- в области внутренней политики предлагается провести перераспределение налоговых поступлений в пользу городов и регионов, вернуть прямые выборы мэров, ввести денежный залог для участия в выборах, а также установить запрет на скрытую цензуру и отменить «культуру отмены»;
- реформа судебной системы представлена в виде выбора судей, ввода судов присяжных по «политическим» статьям, запрета суду игнорировать доказательства защиты, отказа от помещения под арест в СИЗО по экономическим преступлениям и назначения «гуманных» приговоров за ненасильственные преступления;
- автоматизация и использование искусственного интеллекта;
- без упоминания Украины сказано, что России нужны «мир и переговоры на наших условиях». Во время пресс-конференции Даванков заявил о необходимости переговоров с Украиной без предварительных условий, а их целью назвал сохранение «сильной и независимой России»[24].

Выдвигаемая им на своём сайте альтернатива для России состоит из следующих пунктов:
- Мир и переговоры. Но на наших условиях, а не откате назад;
- Качественное образование и медицину — вместо бездумных слияний и сокращений школ и больниц;
- Равные возможности для каждого — вместо оттока молодёжи из регионов в Москву;
- Свободу людям дела — вместо нового Госплана и регулирования цен;
- Больше самоуправления — вместо патернализма;
- Больше средств городам и регионам — вместо накачки федерального центра деньгами;
- Свободу слова и мнений — вместо нетерпимости и доносов;
- Открытость и прагматизм — вместо поиска новых врагов.

По поводу смерти Алексея Навального 17 февраля 2024 года написал следующее:
Можно придерживаться любых политических взглядов, но когда в России в тюрьмах умирают молодые и сильные люди – это трагедия. Трагедия для близких и родных. Для всех, кому Навальный был близок и дорог. 

Мне бы очень хотелось, чтобы смерть Алексея Навального не становилась поводом для спекуляций и злорадства. Ни у СМИ, ни у политиков. Ни у кого.
Во время своей избирательной кампании Владислав Даванков представил на рассмотрение 11 законопроектов. Так, предложил вернуть прямые выборы мэров и добавить право граждан отзывать глав муниципалитетов и местных депутатов на основе ежегодного тайного голосования на портале госуслуг, в сфере интернета – запрет на привлечение граждан к административной ответственности за «лайки» в соцсетях и поправки к КоАП, выводящие при определенных условиях публикации во всемирной сети из категории длящихся правонарушений. В рамках реформы коммунального хозяйства он вместе с другими депутатами внёс законопроект отменить месячную плату за коммунальные услуги, если на протяжении хотя бы одного дня было зафиксировано снижение температуры воздуха в квартире ниже нормативов. Даванков также выступил соавтором законопроекта о запрете использования животных в цирках.

### Позиция по войне с Украиной
В контексте российского вторжения в Украину некоторые обозреватели называли Даванкова «антивоенным кандидатом». Так, политик и блогер Максим Кац заявлял: «Это может показаться странным, но после того, как двух открыто антивоенных кандидатов, Дунцову и Надеждина, не допустили до сбора подписей и выборов, у нас все еще остается антивоенный кандидат и возможность недвусмысленно высказаться против войны посредством голосования на выборах. Кандидат этот — Владислав Даванков». Такая позиция вызвала споры в российской оппозиции. В то время как Кац активно призывал проголосовать за Даванкова и тем самым «высказать свою антивоенную позицию», многие сторонники ФБК возмущались из-за того, что Кац называл «антивоенным кандидатом» человека, который голосовал за закон о «военных фейках», по которому российские власти преследовали антивоенных активистов, а также за аннексию оккупироваванных украинских регионов. Также отмечалось, что Даванков оказывал помощь российским военным, воюющим в Украине, и посещал оккупированные украинские территории. А позиция Даванкова о «мирных переговоров с Украиной на наших условиях» мало чем отличалась от официальной позиции российских властей. При этом Даванков за свою поддержку российского вторжения в Украину попал  под санкции многих государств. 
Председатель партии «Справедливая Россия — За правду» Сергей Миронов 2 марта предложил Даванкову сняться с выборов из-за того, что он «обманывает» россиян, говоря о возможности окончания войны против Украины путём переговоров на условиях России, тогда как, согласно Миронову, без полной капитуляции Украины переговоры на условиях России невозможны. Сам кандидат назвал поведение Миронова стыдным.
На следующий день после окончания выборов, 18 марта Путин провел встречу с остальными кандидатами на выборах президента. Владислав Даванков на этой встрече осудил украинские обстрелы Белгородской области, приведшие к массовой гибели мирных людей, и заявил, что «такие действия киевского режима не имеют никакого оправдания». Он также сказал: россияне, с которыми он встречался, искренне считают, что только Путин может победить в противостоянии с Украиной. В связи с этим оппозиционные СМИ обвинили Даванкова в поддержке российского вторжения в Украину. Позднее в тот же день будучи вместе с другими кандидатами в президенты и Путиным на митинге-концерте в честь десятой годовщины аннексии Крыма, Даванков заявил: «Я никогда не забуду чувство гордости за свою страну и за своего президента ровно десять лет назад. Поздравляю вас с праздником!».

## Предвыборный штаб
Одна из ключевых фигур в штабе являлся член аппарата фракции «Новых людей» в парламенте и бывший сотрудник АНО «Россия — страна возможностей» Лука Горубин. Также в качестве консультантов задействованы имевшие опыт работы на федеральных и региональных выборах политтехнологи Руслан Модин и Илья Гращенков. Кроме того, по данным близкого к АП источника «Медузы», штабу «помогает с интернетом» имевший подряды от провластного фонда ЭИСИ политтехнолог Евгений Минченко.

## Оценки и критика
По мнению российского журналиста Михаила Зыгаря, Даванков кажется «наиболее вероятным кандидатом, альтернативным Путину». Фонд Карнеги за международный мир заявил, что предвыборная кампания Даванкова может также создать трудности для Путина, поскольку он является молодым «новичком», который может привлечь интерес избирателей как свежее лицо, приводя в пример Павла Грудинина на выборах 2018 года. По информации издания «Meduza», администрация президента России опасалась выдвижения Даванкова на выборах ввиду его молодости по сравнению с Путиным, и безуспешно пыталась убедить баллотироваться в президенты лидера «Новых людей» Алексея Нечаева.
Оппозиционные СМИ отмечают, что предвыборная программа Даванкова подтверждает его статус как «более либерального кандидата в избирательных бюллетенях», но в то же время указывают на то, что он не предлагает провести амнистию политзаключённых и исключить нормы законодательства, касающиеся законов об «иноагентах» и «нежелательных организациях».

## Результаты
Владислав Даванков набрал 3,85 % голосов и, тем самым, занял 3-е место. Кандидат от партии «Новые люди» оказался вторым в 27 субъектах Федерации, включая Москву (6,65 %) и Санкт-Петербург (почти 7 %).
После своего поражения Даванков заявил, что итоги голосования и до этого не вызывали сомнений, подчеркнув, что видел поддержку Владимира Путина в регионах.

Результаты Владислава Даванкова на президентских выборах в России 2024 года